# Alexander Spotswood
Alexander Spotswood (Tangeri, 12 dicembre 1676 – Annapolis, 7 giugno 1740) è stato un politico, militare ed esploratore britannico.
Nel 1710, dopo una carriera militare brillante ma priva di prospettive, fu nominato vice governatore della Virginia. Nei successivi dodici anni si impegnò nell'esplorazione dei territori oltre il confine occidentale, di cui per primo intravide le potenzialità economiche. Nel 1716, a coronamento delle esplorazioni, organizzò e guidò la cosiddetta spedizione oltramontana, con cui sancì ufficialmente il dominio della Corona sulle terre comprese tra i monti Blue Ridge e la valle dello Shenandoah, aprendo la strada al futuro espansionismo britannico verso ovest.
Da governatore Spotswood mirò alla difesa dei mari dalla pirateria, culminata nella lunga caccia al celebre pirata Barbanera, che fu ucciso nel 1718. Introdusse inoltre il principio giuridico dell'habeas corpus e promosse lo sviluppo economico della colonia, con la fondazione degli insediamenti metallurgici di Germanna. Discostandosi dalla precedente propensione da parte dei governatori a lasciare ampie autonomie ai cittadini coloniali nel commercio, Spotswood cercò di regolamentare le relazioni commerciali con i nativi americani e l'esportazione di tabacco. Questo programma, però, lo fece entrare progressivamente in contrasto con i potenti proprietari terrieri virginiani, i cui interessi erano colpiti dalle regolamentazioni, finché Giorgio I lo rimosse dall'incarico nel 1722.
Ritiratosi a vita privata, Spotswood continuò a gestire gli stabilimenti metallurgici di Germanna. Nel 1730 accettò l'incarico di mastro generale delle poste per l'America britannica, estendendo la rete postale a sud fino a Williamsburg e migliorandone l'efficienza.
Allo scoppio della guerra anglo-spagnola del 1739, richiamato sotto le armi e promosso maggior generale, Spotswood ottenne il comando delle truppe coloniali di stanza in America, con l'incarico di preparare un assedio della roccaforte spagnola di Cartagena de Indias. Mentre però si trovava ad Annapolis per consultarsi con i governatori locali, morì improvvisamente il 7 giugno 1740.

## Biografia

### Origini e giovinezza
Alexander Spotswood nacque a Tangeri, all'epoca colonia inglese, nel 1676. Il padre, Robert, era arrivato in città come assistente del chirurgo della guarnigione locale, George Elliott, e alla sua morte ne aveva preso il posto e sposata la vedova, Catharine Maxwell; Alexander fu il loro unico figlio. Entrambi i genitori avevano origini scozzesi e il padre, pur caduto in rovina, vantava una discendenza illustre: la sua famiglia, di antico lignaggio baronale, aveva goduto di grande prestigio fino all'epoca della rivoluzione inglese e dato i natali a personaggi quali l'arcivescovo e lord cancelliere di Scozia John Spottiswoode.
Spotswood visse a Tangeri i primi anni della sua vita, fin quando nel 1683, sotto l'assedio delle truppe del sultano berbero Mulay Isma'il, la città fu evacuata e la famiglia tornò in Inghilterra, dove il padre morì nel 1688. Nel maggio del 1693, all'età di sedici anni, Spotswood si arruolò nell'English Army, l'esercito del regno d'Inghilterra, con il grado di alfiere. Con gli anni, militando prima in Irlanda e poi nelle Fiandre, si distinse per abilità, coraggio e intelligenza e scalò così la gerarchia militare fino a ottenere la promozione a tenente colonnello nel 1703.

### Prima esperienza militare
Nel 1701 scoppiò la guerra di successione spagnola, che vide contrapporsi le principali potenze europee per il decennio a venire. Spotswood prestò servizio nell'armata inglese di stanza nell'Europa centrale sotto il comando di John Churchill, I duca di Marlborough, ricoprendo l'incarico di vice quartiermastro generale e occupandosi dell'approvvigionamento di grano. Per tre anni le truppe rimasero acquartierate lungo il fiume Reno, a protezione dei Paesi Bassi, senza combattere. Nel 1704, infine, l'esercito di Marlborough discese in Baviera, cogliendo di sorpresa le forze nemiche franco-bavaresi e sbaragliandole il 13 agosto nella battaglia di Blenheim. Durante lo scontro Spotswood fu gravemente ferito al petto da un colpo di artiglieria; medicato sul campo, una volta fuori pericolo fu mandato a riposo a Londra. Per tutta la vita conservò la palla di cannone, che mostrava spesso ad amici e ospiti come trofeo.
Ritornò nelle Fiandre quasi due anni dopo. L'11 luglio 1708 combatté nella battaglia di Oudenaarde, nei Paesi Bassi, dove durante una carica il suo cavallo fu ucciso e Spotswood cadde prigioniero in mano francese. Il duca di Marlborough, ancora una volta vittorioso, riuscì a farlo liberare negoziando personalmente coi nemici, e Spotswood tornò così ai suoi compiti di quartiermastro. Andava però crescendo in lui la delusione per l'arenamento della sua carriera militare: nonostante la fiducia e la stima dei superiori, era infatti fermo da cinque anni al grado di tenente colonnello, e le sue ambizioni, alimentate dalle molte promesse di promozione poi mai mantenute, rimanevano insoddisfatte. Così nel settembre del 1709, dopo aver passato metà della sua vita nell'esercito, si congedò e fece ritorno a Londra.

### Vice governatore della Virginia
Durante la guerra Spotswood aveva stretto amicizia oltre che con il duca di Marlborough anche con un altro dei suoi comandanti, George Hamilton, I conte di Orkney. Questi ricopriva dal 1704 la carica di governatore della colonia della Virginia, ma viveva a Londra ed era sostituito sul suolo americano da delegati plenipotenziari, provvisti di un mandato nominale di vice governatore. Nel 1707 l'ultimo di questi delegati, Robert Hunter, era stato catturato per mare dai francesi e la colonia, priva di governatore, passò a essere amministrata temporaneamente da un consiglio locale. Su impulso dello stesso Hamilton e, probabilmente, su raccomandazione anche di Marlborough, il 18 febbraio 1710 la regina Anna nominò Spotswood vice governatore della Virginia. Il 3 aprile Spotswood partì alla volta delle Americhe dal porto di Spithead, nel sud dell'Inghilterra, a bordo della man-of-war HMS Deptford, in convoglio con altre navi britanniche per evitare assalti pirati.

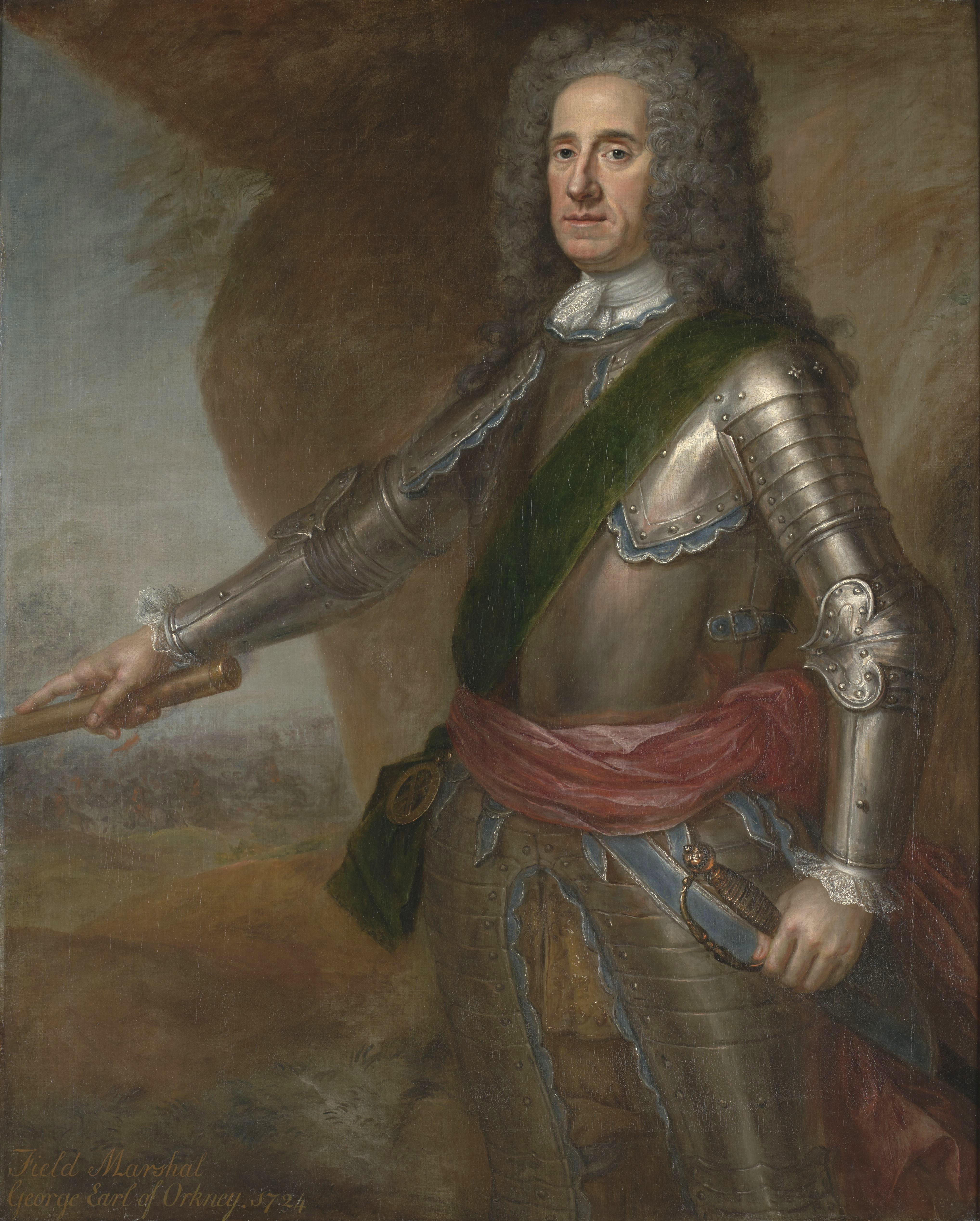
Martin Maingaud, Ritratto di George Douglas-Hamilton, I conte di Orkney, 1724. Londra, Government Art Collection.

All'inizio del diciottesimo secolo, la Virginia era la più prospera e popolosa delle Tredici colonie. Gli abitanti erano circa 80 000; almeno 20 000 di questi erano schiavi, per la maggior parte provenienti dal golfo del Biafra, impiegati nelle vaste piantagioni di tabacco della colonia al servizio di un potentato di latifondisti. L'esportazione di tabacco era ancora tra le attività più lucrose, ma negli ultimi anni, con lo scoppio della guerra contro i francesi e la conseguente chiusura delle rotte commerciali atlantiche, aveva perso floridezza. Molto tabacco rimaneva così invenduto in Virginia, e la sovrapproduzione aveva causato un abbassamento dei prezzi. Oltre a questa crisi la colonia era costantemente minacciata dal mare e dalla terraferma: da una parte in quegli anni, considerati l'epoca d'oro della pirateria, le acque meridionali dell'America britannica erano infestate da pirati e corsari, che dal mar dei Caraibi risalivano la costa verso nord spingendosi fino all'altezza della Virginia, dove compivano dannose scorrerie; dall'altra parte i confini terrestri della colonia erano insidiati dal contegno aggressivo di numerose tribù native americane.

#### Arrivo nella colonia
Dopo dieci settimane di buona navigazione il 20 giugno il convoglio approdò in Virginia, alla rada di Hampton Roads (all'epoca nota come Kecoughtan, con voce algonchina). Tre giorni dopo Spotswood giunse a Williamsburg, capitale della colonia, dove prestò giuramento al Campidoglio recentemente costruito. I virginiani gli tributarono una accoglienza entusiastica, sia perché era il primo governatore presente sul territorio da quattro anni, sia perché portava con sé un decreto reale che riconosceva anche ai cittadini delle colonie il diritto dell'habeas corpus, garantito ai sudditi d'Inghilterra già dai tempi del Bill of Rights del 1689.
Nei quattro anni precedenti la colonia era stata retta dai dodici membri del Governor's Council, nominati direttamente dal re, che appartenevano al ceto dei grandi proprietari terrieri e miravano a istituire, di fatto, un'oligarchia. Gli interessi di questo patriziato, sostenuto dai cinquanta rappresentanti della camera bassa, la House of Burgesses, eletti direttamente dai coloni virginiani, si scontravano spesso con quelli della Corona, ma in una terra così lontana dalla madrepatria erano generalmente gli interessi locali a prevalere. Il 5 luglio ci fu un primo disaccordo tra Spotswood e il Governor's Council, proprio sulle prerogative regie. Prima dell'arrivo di Spotswood, una deliberazione approvata dal Consiglio aveva abolito l'applicazione dei canoni enfiteutici sul tabacco, decretandone la vendita pubblica. Ora, visti i bassi ricavi, la Corona aveva stabilito che si ritornasse al vecchio metodo di commercio, ma il Governor's Council, i cui membri controllavano la vendita pubblica del tabacco, rifiutò di recepire le nuove disposizioni. In questa occasione Spotswood, che fu per gli anni a venire un fermo difensore delle prerogative della Corona, accondiscese alla fine al parere del Consiglio.
Il 26 ottobre dello stesso anno ebbe inizio una lunga seduta riunita della House of Burgesses e del Governor's Council, la prima dal 1706, nel corso della quale Spotswood elencò alcuni punti del programma che intendeva realizzare: rinforzare le difese militari della colonia; contenere le fughe degli schiavi dalle piantagioni; estendere il servizio postale; terminare, a Williamsburg, la costruzione del palazzo destinato a residenza del governatore. Secondo le indicazioni della Corona, inoltre, propose di ricostruire il College di William e Mary, andato distrutto in un incendio cinque anni prima, e di istituire una corte di oyer and terminer (una sorta di tribunale penale superiore) che si sarebbe dovuta riunire con cadenza semestrale.

#### Minacce ai confini
Il primo punto del programma di Spotswood riguardava la difesa militare della colonia. A protezione dei confini terrestri era schierata una milizia di circa 15 000 uomini, la maggior parte dei quali erano braccianti di condizione servile, male armati e agli ordini di comandanti inesperti. Già dal suo arrivo in Virginia Spotswood si ripropose di riorganizzare e rafforzare questa milizia, rendendola un corpo adeguato alla difesa della colonia. Temendo inoltre una possibile invasione navale francese, durante l'estate del 1711 Spotswood supervisionò personalmente l'installazione di alcune batterie di cannoni nei porti tra Yorktown e Jamestown.
I primi problemi giunsero dai confini terrestri. Nel settembre del 1711 i Tuscarora, una nazione indiana i cui territori si estendevano dalla Virginia fino al cuore della Carolina del Nord, si ribellarono ai britannici, lamentandosi di non poter commerciare liberamente e di subire da loro costanti invasioni. In una serie di attacchi a insediamenti e piantagioni al confine tra la Carolina e la Virginia, gli indiani uccisero centinaia di coloni. Era l'inizio della cosiddetta guerra Tuscarora e Spotswood, preoccupato per la sicurezza della Virginia, visto il cattivo equipaggiamento della milizia, richiese armi e munizioni dall'Inghilterra, che non sarebbero però arrivate prima di alcuni mesi. Deciso comunque a impedire che altre tribù si unissero alla rivolta dei Tuscarora, si diresse verso sud con i 15 000 uomini della milizia e si fermò sulla sponda del fiume Nottoway. Le tribù locali si dimostrarono ben disposte verso i britannici e offrirono il loro aiuto militare contro i Tuscarora. A garanzia dei patti, Spotswood chiese che ogni tribù consegnasse come ostaggi due giovani figli dei suoi capi, perché fossero istruiti a Williamsburg nel College di William e Mary. L'obiettivo era duplice: dare loro un'educazione cristiana, perché potessero poi diffonderla tornando come missionari nelle proprie tribù, e nel frattempo avere uno strumento di ricatto verso gli indiani.
All'inizio di dicembre giunsero a Williamsburg gli ostaggi richiesti. Parte dei membri della House of Burgesses, però, si mostrò insoddisfatta di questa risoluzione e invocò un'azione militare diretta contro gli indiani. Spotswood obiettò che un'operazione sul campo non era sostenibile e che le sue iniziative erano, al momento, «un modo più sobrio di condurre la guerra». L'assemblea stanziò comunque un importo di 20 000 sterline per intraprendere la guerra contro i Tuscarora, e le discussioni al riguardo si protrassero fino a Natale, quando Spotswood sciolse la seduta. Tra l'estate e l'autunno dell'anno successivo alcuni dei capi Tuscarora ribelli furono catturati in Virginia e trasferiti in Carolina del Nord per essere processati. La guerra continuò per altri tre anni in Carolina, mentre in Virginia l'agitazione si attenuò, pur rimanendo la situazione alla frontiera una costante fonte di preoccupazione per la sicurezza della colonia.

#### Contrasti con la House of Burgesses
Nell'aprile del 1713 la guerra di successione spagnola ebbe termine con la vittoria britannica, che comportò la riapertura delle rotte commerciali atlantiche e l'annessione di nuove colonie. L'economia della Virginia, e in particolare l'esportazione del tabacco, che negli ultimi anni aveva sofferto il conflitto, fu rivitalizzata. Il tabacco era, all'epoca, impiegato talvolta anche come mezzo di pagamento e venduto a peso; per aumentarne le quantità e ottenere guadagni più alti, i commercianti aggiungevano spesso tabacco di qualità scadente a varietà pregiate, causando un abbassamento dei prezzi. Più volte i precedenti governi coloniali avevano tentato una regolamentazione, ma nessun provvedimento era mai stato realmente varato.
Nel novembre del 1713 Spotswood presentò alla House of Burgesses il Tobacco Inspection Act, volto a porre un controllo al mercato del tabacco e un freno agli interessi dei grandi proprietari terrieri. La legge, sostenuta dal Governor's Council, prevedeva che il tabacco fosse ispezionato prima di essere mandato in Europa. La riduzione della quantità delle esportazioni, con conseguente aumento della qualità, avrebbe accresciuto, nell'intenzione di Spotswood, la domanda e il prezzo del tabacco. Per mitigare la contrarietà della House of Burgesses, Spotswood nominò ispettori del tabacco alcuni dei rappresentanti favorevoli alla proposta, che fu finalmente approvata. La riforma, però, non diede, se non parzialmente, i frutti sperati: i prezzi non aumentarono subito e la procedura di ispezione era invisa ai proprietari terrieri.

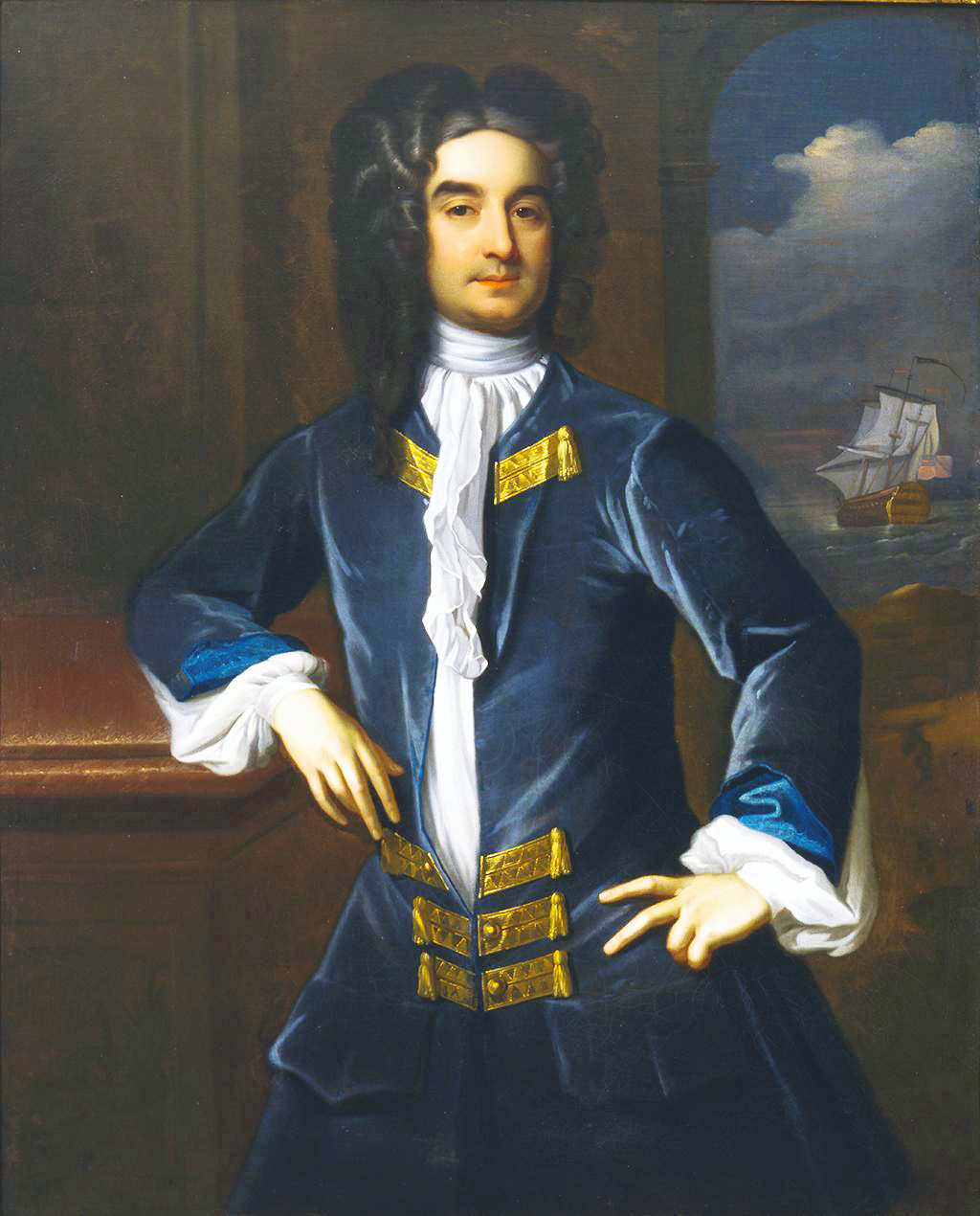
Hans Hysing, Ritratto di William Byrd II, 1724. Richmond, Virginia Historical Society.

Un'altra iniziativa di Spotswood in campo commerciale contribuì ad alienargli il favore dell'élite virginiana. Nel dicembre del 1714 fece approvare l'Indian Trade Act, tramite il quale ogni attività commerciale con gli indiani a sud del fiume James fu affidata in monopolio alla Virginia Indian Company, una società appositamente costituita con lo stanziamento di 10 000 sterline. Questa misura mirava a contrastare il commercio illegale che aveva luogo lungo la frontiera e che, secondo Spotswood, era tra le cause dell'irrequietezza degli indiani, ma contemporaneamente danneggiava gli interessi di chi commerciava privatamente con le tribù. 
Uno dei virginiani più attivi nel commercio privato con gli indiani, in particolare con i Cherokee, ai quali vendeva stoffe e armi, era William Byrd II, membro influente del Governor's Council, che poco dopo l'approvazione della legge partì per l'Inghilterra per portare avanti i propri interessi presso i vari rami dell'amministrazione reale e denunciare i danni che sosteneva l'Indian Trade Act arrecasse al commercio.
I contrasti tra Spotswood e i membri della House of Burgesses andarono acuendosi per tutto il 1714 fino a degenerare nel 1715. Tra agosto e settembre si svolse infatti un'assemblea durante la quale i rappresentanti contestarono l'Indian Trade e il Tobacco Inspection Act. Il malcontento generato da quest'ultima legge tra i proprietari terrieri e i mercanti aveva giocato un ruolo fondamentale nelle ultime elezioni della House of Burgesses: quasi tutti i rappresentanti che la avevano sostenuta avevano perso il loro seggio, e i nuovi eletti le erano in larga parte contrari. Le scarse piogge dell'anno precedente avevano inoltre fornito ai commercianti di tabacco il pretesto per richiedere di poter vendere l'intera produzione, indipendentemente dalla qualità, infrangendo quindi apertamente il Tobacco Inspection Act.
Dopo cinque settimane Spotswood, irritato da discussioni che riteneva una perdita di tempo – a maggior ragione in un periodo in cui alcune tribù indiane si muovevano ostilmente al confine, mettendo a rischio l'applicazione dell'Indian Trade Act – pose fine ai dibattiti e sciolse l'assemblea. Non fu tanto questo atto quanto l'insulto pronunciato da Spotswood contro la House of Burgesses (rimase celebre la definizione di «un coacervo di rappresentanti che Dio non ha, generalmente, dotato dei requisiti necessari a dei legislatori») ad acuire l'ostilità dei rappresentanti nei confronti del governatore. All'inizio del 1716 una lettera anonima inviata dalla Virginia al Board of Trade di Londra denunciava, con toni ancora più forti di quelli di altre lettere anonime precedenti, presunte violazioni della legge da parte di Spotswood, tacciandolo inoltre di avidità e tirannia.

#### Prime esplorazioni della frontiera occidentale
Durante gli anni centrali del suo governo Spotswood si concentrò prevalentemente nell'esplorazione della frontiera occidentale, oltre le propaggini del Piedmont. Il suo obiettivo era trovare un passaggio agevole attraverso i monti Blue Ridge.. Ciò era necessario perché i francesi stavano ormai da tempo cercando di stabilire un collegamento tra le loro colonie in Canada e i forti lungo il Mississippi, e un loro successo, che Spotswood riteneva imminente, avrebbe presto escluso i britannici, stanziati lungo la costa in prossimità della foce del fiume James, dall'interno della regione. Era quindi fondamentale per i britannici, secondo Spotswood, tagliare loro la strada prendendo possesso degli Appalachi.
Simili piani dipendevano però dalla collaborazione degli indiani, per cui, finché i Tuscarora furono in aperta ribellione e le altre tribù impegnate in lotte intestine, i britannici si limitarono a inviare dei ranger a pattugliare la frontiera per tenere sotto controllo la situazione. Nella primavera del 1714, quando la tensione diminuì, Spotswood si recò personalmente in esplorazione lungo l'alto corso dei fiumi York e Mattaponi.

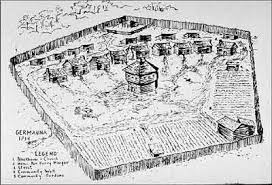
Il fortino e le abitazioni del primo insediamento di Germanna

Nell'estate del 1714, con i confini sufficientemente sicuri, Spotswood poté fondare due insediamenti nella foresta, oltre il confine del Tidewater che per un secolo aveva contenuto l'espansione britannica. Il primo, Fort Christanna, sorgeva sulla sponda meridionale del fiume Meherrin, nei pressi del confine con la Carolina del Nord. Nato come quartier generale della Virginia Indian Company, la società creata con lo Indian Trade Act, ospitava una scuola volta all'educazione degli indiani alla religione cristiana. Gli obiettivi di Spotswood, oltre a quelli di immediata utilità strategica già perseguiti ai tempi della guerra Tuscarora, erano ambiziosi: rendere gli indiani, tradizionalmente seminomadi, popolazioni stanziali.
Il secondo insediamento fatto edificare da Spotswood fu Germanna, in un'ansa del fiume Rapidan, a nord. Alcuni profughi del Palatinato, giunti in America nel 1709 su concessione della regina Anna a causa della distruzione delle loro terre durante la guerra di successione spagnola, si erano stanziati nella regione, dove avevano scoperto giacimenti di argento e di ferro. Inizialmente si stabilirono a Germanna nove famiglie di tedeschi protestanti, al lavoro nei locali forni fusori.
Nell'ottobre del 1714 giunse la notizia che la regina Anna era morta all'inizio di agosto. Durante la seguente assemblea della House of Burgesses Spotswood proclamò il nuovo sovrano, Giorgio I di Gran Bretagna. Poi rivendicò i risultati ottenuti durante l'estate: la frontiera era sicura, l'economia era in miglioramento e i costi difensivi erano stati ridotti grazie alla fondazione di Fort Christanna, che permetteva di controllare gli indiani, focalizzando i loro interessi commerciali in una sola zona, e di Germanna, dove l'estrazione mineraria era già lucrosa.

#### Spedizione oltramontana

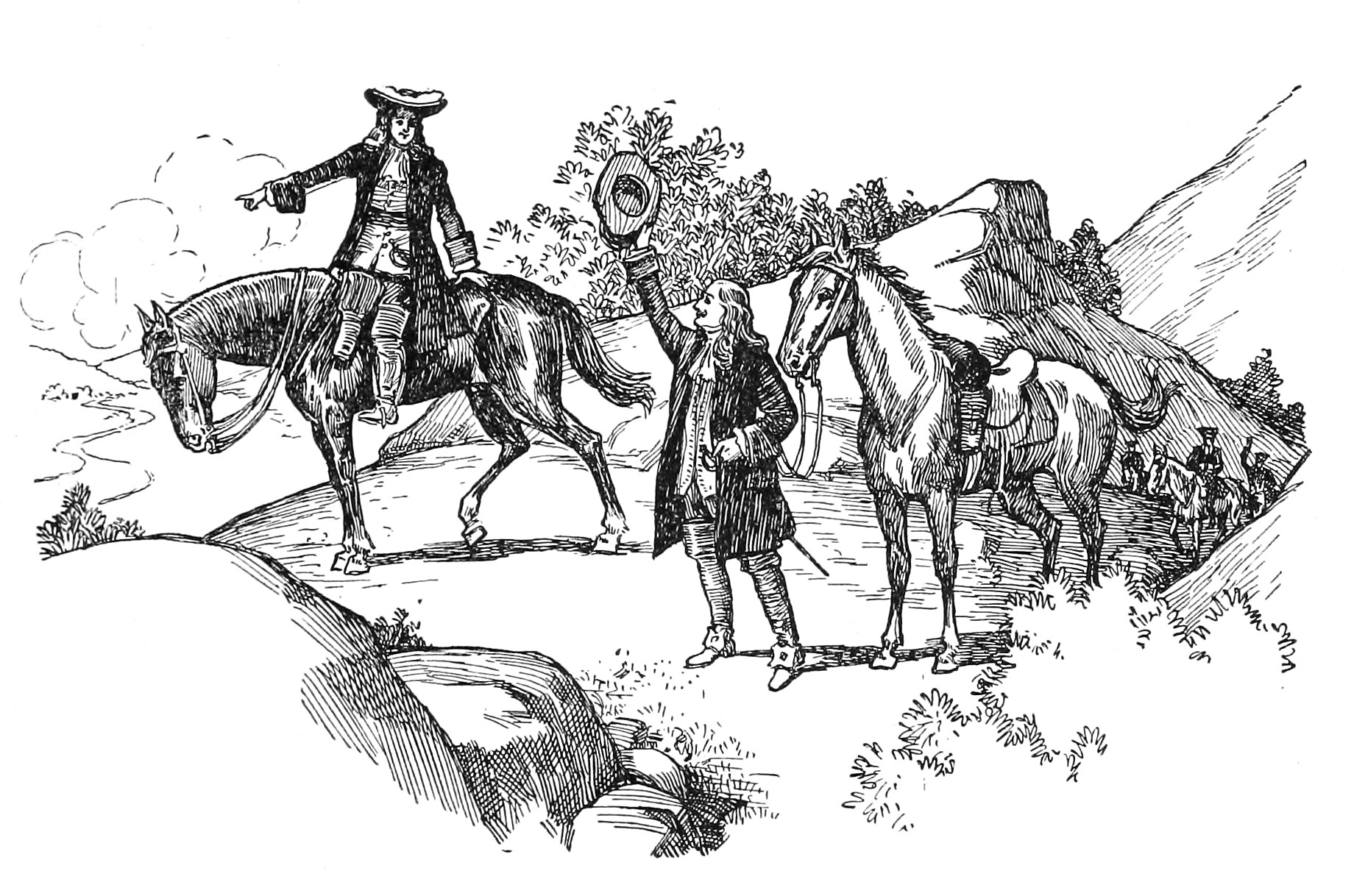
Incisione raffigurante Spotswood e i compagni sul crinale dei monti Blue Ridge

Nel 1716 maturarono i frutti delle ricognizioni esplorative nell'ovest. Il 12 giugno Spotswood riferì al Governor's Council che alcuni ranger avevano trovato un passaggio attraverso le montagne e si offrì di guidare personalmente una spedizione oltre il Piedmont, in regioni allora sconosciute. Il Consiglio approvò la proposta, considerandone le potenzialità commerciali e strategiche.
Spotswood lasciò Williamsburg il 20 agosto 1716 e, raccolto un totale di sessantatré uomini a Germanna, dove era stato fissato il punto di ritrovo, partì il 29 agosto verso i monti Blue Ridge. Seguendo il corso del fiume Rapidan, la compagnia ne raggiunse le sorgenti il 5 settembre e cominciò poi a scendere dal crinale nella valle dello Shenandoah; erano i primi occidentali a farlo. Penetrati per dieci chilometri nella valle, Spotswood e i suoi uomini incontrarono il fiume Shenandoah, sulla cui sponda il governatore decise di tenere un grande brindisi in onore del re e di seppellire una bottiglia contenente la rivendicazione territoriale britannica sulla regione.
Tornato a Williamsburgh, Spotswood fece confezionare delle spille a forma di ferro di cavallo, che donò a ciascuno dei membri della compagnia. La spedizione, che prese da allora il nome di Knights of the golden horseshoe expedition («spedizione dei cavalieri del ferro di cavallo d'oro»), divenne un motivo ricorrente nella letteratura e nell'immaginario comune della Virginia, esercitando una durevole attrazione verso l'esplorazione della frontiera.

#### Opposizioni a Londra e a Williamsburg
Il successo della spedizione oltramontana fu salutato con favore negli uffici amministrativi londinesi, ma proprio nella capitale fu espressa, in meno di un anno, una dura opposizione alle leggi varate da Spotswood sul tabacco e sul commercio con gli indiani.

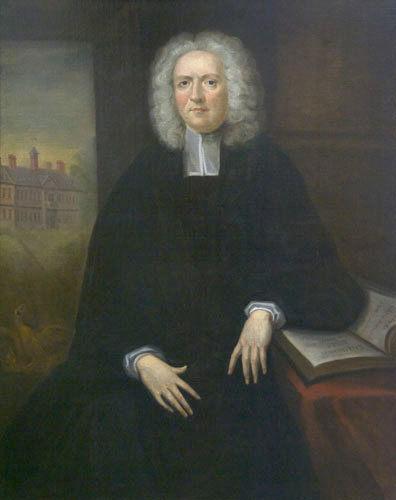
Charles Bridges, Ritratto di James Blair, 1735 circa. Williamsburg, College di William e Mary.

All'inizio del 1717 un nutrito gruppo di influenti mercanti di Londra scrisse una lettera al Board of Trade, nella quale si dichiarava che la legislazione promossa da Spotswood danneggiava gli interessi commerciali tanto della madrepatria quanto della Virginia stessa. Secondo l'accusa dei mercanti, a causa della corruzione degli ispettori del tabacco da parte dei proprietari terrieri, la produzione di qualità più bassa non soltanto era ancora in commercio, in contraddizione ai propositi del Tobacco Inspection Act, ma aveva anzi preso il sopravvento sulle varietà pregiate. Il monopolio della Virginia Indian Company sul commercio con gli indiani, inoltre, sottraeva ai privati un mercato redditizio, e ciò, insieme alle gravose leggi sulle esportazioni, rendeva la loro professione poco lucrativa. I mercanti chiedevano, dunque, di abolire quelle leggi che costituivano un ostacolo allo sviluppo del commercio. Concorrente con queste pressioni c'era anche l'aspirazione, da parte di alcuni membri del governo coloniale, a riappropriarsi del potere sottratto loro dal governatore. William Byrd per esempio, in una lettera dall'Inghilterra destinata a Philip Ludwell, un altro membro del Governor's Council, scrisse di avere contribuito a fare abrogare le leggi e a indebolire la posizione e l'influenza di Spotswood.
Il re pose così il suo veto sul Tobacco Inspection Act e sull'Indian Trade Act, e Spotswood fu costretto ad abrogarli. L'anno successivo, il 1718, la House of Burgesses si dichiarò contraria a un finanziamento pubblico di Fort Christanna, che dovette quindi essere smantellato, nonostante Spotswood temesse che ciò avrebbe destabilizzato la frontiera, lasciando le tribù alleate prive di supporto britannico e soggette a provocazioni da parte delle tribù della Carolina. Questo fatto segnò la fine dell'Indian Trade Act. Spotswood continuò però, negli anni a venire, a cercare una soluzione al problema della frontiera.
In questo periodo, oltre a William Byrd in missione a Londra, altri membri del Governor's Council assunsero posizioni apertamente contrarie a Spotswood. Il loro esponente più determinato era il reverendo James Blair, delegato del vescovo di Londra e presidente del College di William e Mary, uno degli uomini più potenti della colonia, che aveva già fatto destituire in passato i governatori Edmund Andros e Francis Nicholson. Il motivo della sua opposizione era il tentativo, da parte di Spotswood, di affermare la prerogativa reale nel campo della giustizia: mentre Spotswood reclamava per la figura del governatore il diritto di nominare i giudici nei processi penali, i membri del Consiglio sostenevano di essere gli unici legittimati a farlo.
Spotswood era sostenuto in questa rivendicazione dalla classe degli yeomen, i piccoli proprietari terrieri, e, nonostante l'attività di Byrd a Londra e l'abrogazione delle sue leggi, godeva ancora della protezione dei ministri del re e del Board of Trade.

#### Gli indiani e i pirati
In una lettera inviata nell'agosto del 1717 al segretario di Stato Joseph Addison, Spotswood riferì che le uniche fonti di preoccupazione che permanevano a turbare la tranquillità della colonia erano la pirateria e la bellicosità degli indiani. Soltanto pochi mesi prima numerose bande armate di Seneca si erano mosse da New York verso la frontiera della Virginia, dove si erano date a scorrerie e rapine.
Nel marzo del 1717 alcuni capi della tribù dei Catawba si erano recati a Fort Christanna per discutere un trattato commerciale con i britannici, e Spotswood, che da tempo attendeva la buona disposizione degli indiani, li aveva raggiunti. Nei giorni dell'incontro si consumò però un episodio che rischiò di compromettere le trattative. Una notte alcuni indiani Seneca o Mohawk – nemici dei Catawba – penetrarono nel forte dove si trovava il governatore e uccisero alcuni membri della delegazione, che erano dovuti entrare senza armi, secondo quanto imposto da Spotswood, e ne rapirono altri. Inizialmente i Catawba accusarono i britannici di averli traditi e fecero per andarsene, ma Spotswood, che temeva di veder fallire definitivamente i suoi progetti di rendere sicura la frontiera, mandò un contingente a recuperare i prigionieri, ribadì l'amicizia verso gli indiani e promise che avrebbe garantito loro maggior protezione. Alla fine i Catawba accettarono di commerciare a Fort Christanna e di lasciarvi alcuni dei loro bambini a studiare, e la situazione della frontiera parve temporaneamente migliorare.

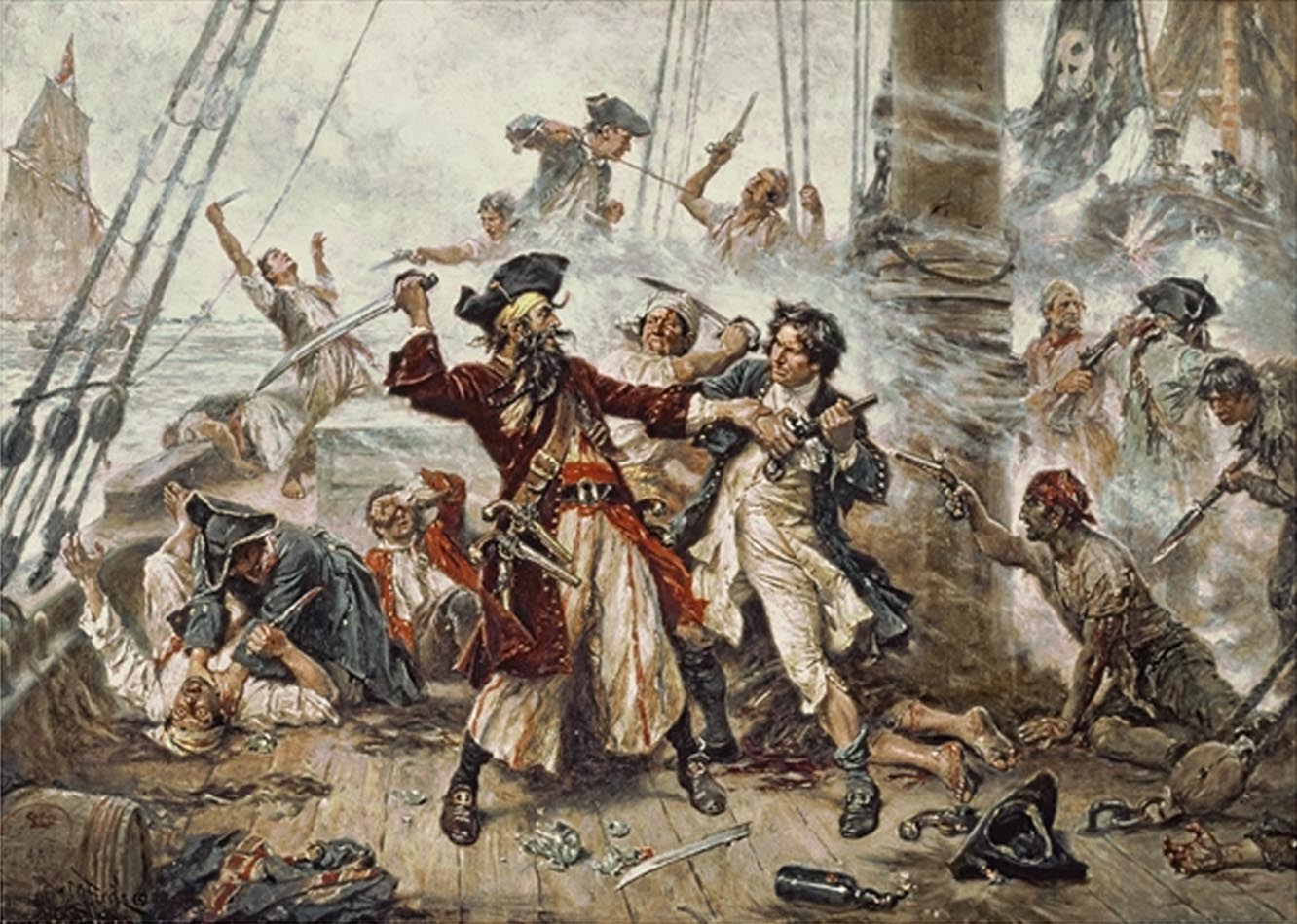
Jean Leon Gerome Ferris, La cattura del pirata Barbanera, 1920.

L'altra minaccia era costituita dai pirati, che assaltavano porti e rapinavano navi, arrecando gravi danni al commercio. Il più celebre e temuto tra loro, Edward Teach, passato alla storia come Barbanera, era recentemente tornato a solcare i mari, dopo aver ricevuto l'amnistia da parte del re ed essersi in seguito arreso al governatore della Carolina del Nord, Charles Eden. Quando Barbanera, nel maggio del 1718, assaltò un convoglio di navi di fronte al porto di Charleston, facendo bottino e prigionieri, gli abitanti della Carolina chiesero aiuto alla confinante Virginia. Sebbene non avesse un mandato specifico da parte del re, necessario per arrestare e processare i pirati, Spotswood decise di intervenire, diffidando delle possibilità della Carolina di fronteggiare il problema. Fece subito arrestare, sospettando che avesse ancora contatti con Barbanera, l'ex quartiermastro della Queen Anne's Revenge, William Howard, che si era apparentemente ritirato dalla pirateria e viveva sul suolo della Virginia. Da Howard, poi graziato, ebbe l'informazione che Barbanera si trovava con pochi uomini in uno dei suoi rifugi abituali, l'insenatura di Ocracoke.
Ocracoke si trovava nella Carolina del Nord, fuori dalla sua giurisdizione, ma Spotswood era ormai determinato a catturare il pirata il più in fretta possibile, vivo o morto, anche violando la sovranità di un'altra colonia. Così, senza nemmeno attendere l'autorizzazione della House of Burgesses, inviò contro Barbanera due navi da guerra al comando del tenente di marina Robert Maynard, che sorprese i pirati il 22 novembre e li schiacciò in un combattimento sanguinoso.

#### Politica interna: verso una tregua
L'apparente quiete ottenuta ai confini fece da sfondo a nuovi dissidi interni alla colonia. Spotswood dovette presto fronteggiare aspre critiche alle sue mosse contro i pirati da parte della House of Burgesses. Quando sorse tra Spotswood e il governatore Eden una controversia circa la legalità dell'arresto e dell'uccisione di Barbanera e della sua ciurma – trovandosi questi sotto la giurisdizione della Carolina del Nord –, alcuni membri della House of Burgesses pubblicarono un pamphlet in cui denunciavano polemicamente le illegalità commesse da Spotswood, e in particolare la mancata consultazione preventiva con Eden. Spotswood, minimizzando la violazione della giurisdizione di un'altra colonia, tentò di giustificare l'intervento dall'esterno imputando la presenza dei pirati alla debolezza delle autorità della Carolina e si spinse a sostenere che tenere all'oscuro il governatore Eden era stato necessario per metterlo al riparo da eventuali ritorsioni dei pirati.
Anche i rapporti con il Governor's Council giunsero intanto a un punto critico. Nei primi mesi del 1719, risoltasi la controversia sui pirati con un nulla di fatto, nacque una dura disputa sui poteri di alcuni organi della Chiesa. Una prima fazione, guidata da James Blair e da altri membri del Consiglio, era favorevole alla legge allora in vigore, che prevedeva che i pastori fossero nominati direttamente da un'assemblea parrocchiale senza l'approvazione del governatore. Questa condizione, che rendeva la posizione dei singoli pastori incerta e dipendente dagli umori delle assemblee parrocchiali, spinse gran parte del clero virginiano ad appoggiare il proposito di Spotswood di modificare la legge per assegnare la nomina dei pastori al governatore, in qualità di rappresentante del re. Entrambe le parti si rivolsero al vescovo di Londra, accusandosi reciprocamente di interferenze e di abuso di potere. Il vescovo di Londra indisse allora un'assemblea di tutti gli ecclesiastici della Virginia, che si riunirono in aprile nel College di William e Mary a Williamsburg alla presenza di Blair e Spotswood, ma le discussioni finirono per arenarsi, lasciando la situazione inalterata e dando così la vittoria a Blair e al suo partito.
La crescente avversione del Consiglio si era già manifestata l'anno precedente, quando Spotswood, non riuscendo più a controllarlo, aveva provato a cambiarne la composizione. Nel novembre del 1718 aveva infatti chiesto al Board of Trade di rimuovere alcuni consiglieri a lui ostili, tra i quali Blair e Byrd, che si trovava ancora a Londra, e di sostituirli con uomini di sua fiducia. Il Board of Trade non assecondò in pieno le sue richieste: soltanto due degli uomini da lui proposti ricevettero la carica e l'unico consigliere rimosso, Byrd, tornò in Virginia già all'inizio del 1720 e fu quasi subito reintegrato.

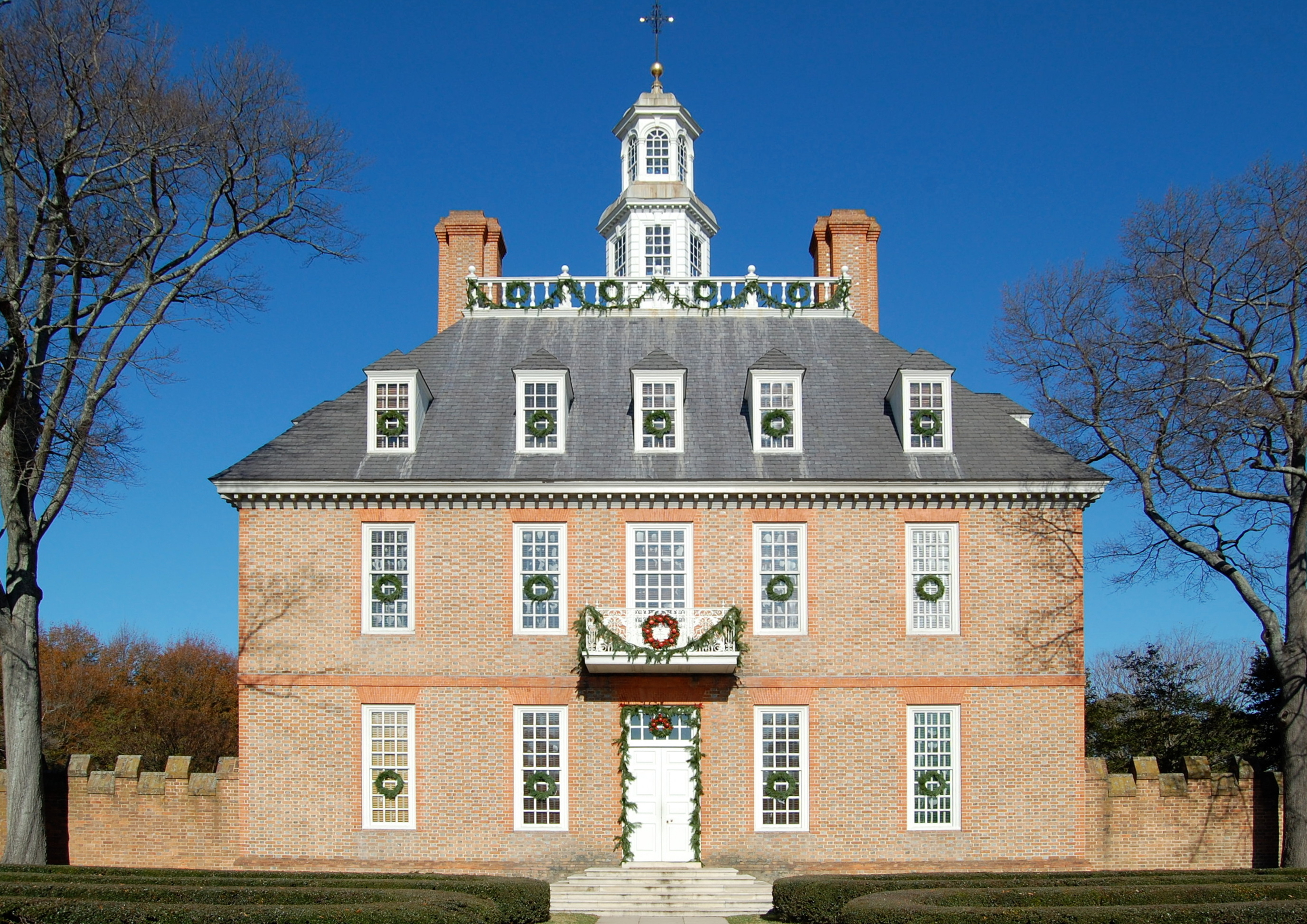
La facciata dell'edificio principale del Governor's Palace, a Williamsburg

Non potendosi liberare di loro, il governatore provò dunque a riappacificarsi con i membri del Consiglio. In questo senso, Byrd, che ora, trovandosi in Virginia, poteva essere più facilmente controllato, divenne il punto di riferimento di Spotswood. I due si incontrarono al Campidoglio e si risolsero a collaborare. Il 29 aprile 1720, durante la successiva assemblea del Consiglio, il governatore e i consiglieri formularono ufficialmente il proposito di lavorare in armonia per il tempo a venire. In questo clima più disteso Spotswood ottenne delle concessioni fondiarie nei pressi di Germanna e della frontiera occidentale, per un totale di circa 86 000 acri, dove cominciò a costruire la sua residenza privata. Le terre di Spotswood costituivano il nucleo della contea di Spotsylvania, che fu istituita nel 1720 in suo onore.
La tregua del 1720 fu voluta sinceramente da Spotswood, che trovava ormai difficile bilanciarsi tra l'affermazione delle prerogative della Corona, le richieste dei mercanti londinesi e le istanze dei proprietari terrieri virginiani. A dispetto delle sue origini e dei suoi legami con la madrepatria, inoltre, nel periodo alla guida della colonia Spotswood era diventato a tutti gli effetti un uomo del Nuovo Mondo, con una genuina ammirazione per i costumi e lo stile di vita coloniale e il perseguimento di vari interessi privati in Virginia. Il tentativo di Spotswood di avvicinarsi ad alcuni dei membri più influenti del Governor's Council era però destinato al fallimento: l'estate dell'anno successivo Byrd e Blair partirono nuovamente per l'Inghilterra, per sostenere con più vigore le loro ragioni contrarie al governatore.
Nel frattempo ebbe termine la costruzione del palazzo del governatore e della Bruton Parish Church a Williamsburg, opere che Spotswood contribuì personalmente a progettare. Il palazzo del governatore, in particolare, fu oggetto di critiche per lo sfarzo e i costi eccessivi, ma la sua architettura fu apprezzata, tanto da diventare un simbolo della prosperità della Virginia e un modello per tutte le altre residenze locali di un certo prestigio.

#### Ultimi anni di governo

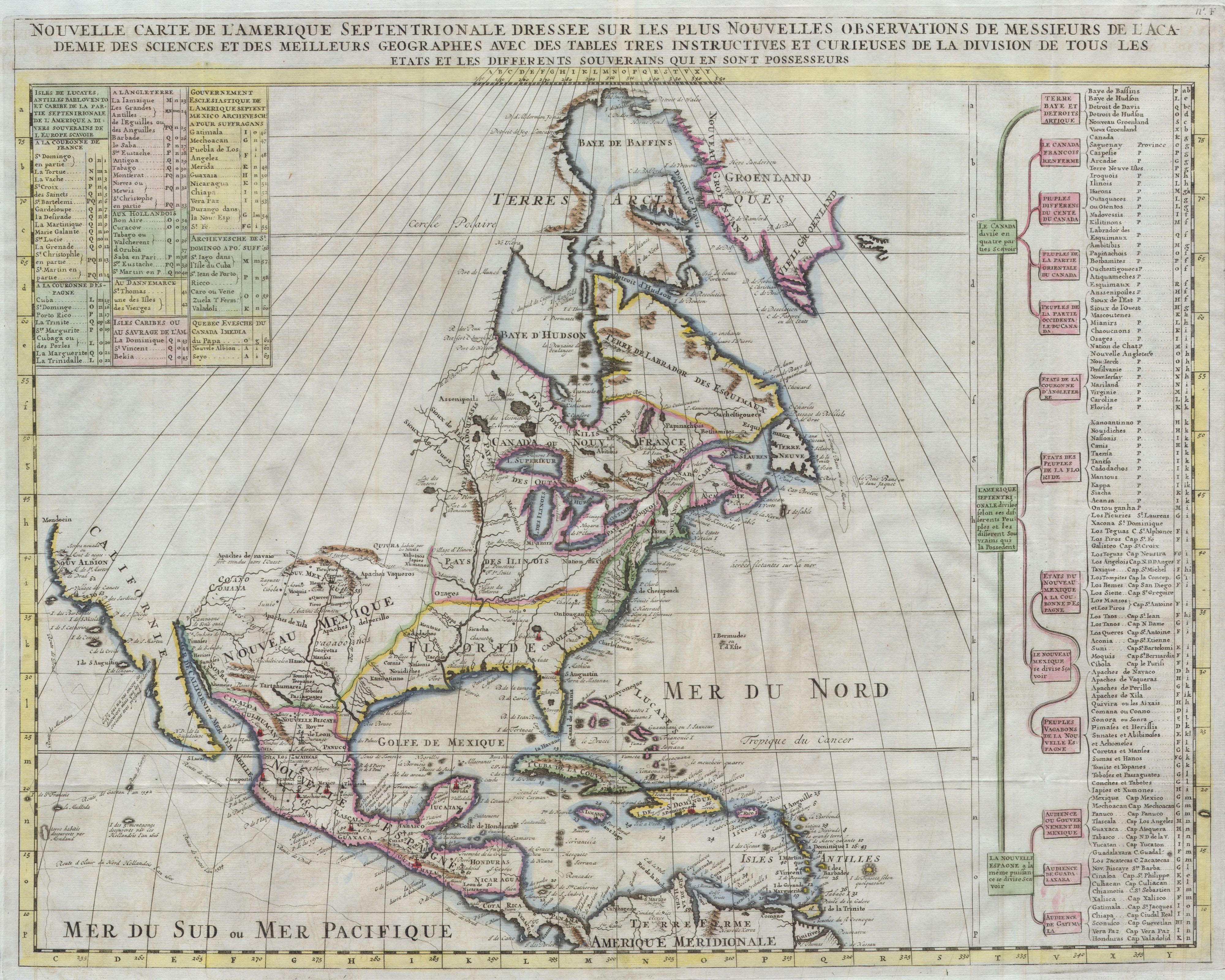
Mappa dei possedimenti coloniali britannici, spagnoli e francesi in America settentrionale, nell'anno 1720

Malgrado l'espansione sancita con la spedizione oltramontana, Spotswood riteneva necessario che la Gran Bretagna si spingesse ulteriormente verso nord ovest, fino ai Grandi Laghi, per avvantaggiarsi strategicamente in vista di una imminente guerra contro i francesi. Aveva già fatto realizzare una mappa accurata dell'intera zona occidentale del bacino del fiume Mississippi, fino ad allora pressoché sconosciuta ai britannici, affinché servisse a definire un progetto di spedizione verso il lago Erie, dove Spotswood intendeva fondare un insediamento. Nel febbraio del 1720 Spotswood propose di recarsi in missione segreta a Londra per esporre al governo queste idee e, inoltre, illustrare nel dettaglio come fosse possibile e necessario conquistare la Florida, attaccando gli spagnoli a St. Augustine, in modo da impedire alla flotta francese il passaggio dal golfo del Messico alle acque delle Tredici colonie.
La missione segreta non fu però autorizzata e così Spotswood si concentrò negli ultimi due anni di governo sulla risoluzione della questione indiana. Al contrario infatti della pirateria, che dopo la morte di Barbanera si avvivava verso un rapido declino, i problemi causati dalla bellicosità degli indiani erano sempre più preoccupanti. Il primo focolaio si trovava alla frontiera con il Maryland, ed era alimentato dall'ostilità tra le tribù locali e quelle della Virginia. Nell'autunno del 1720 alcune tribù provenienti dal Maryland attaccarono delle piantagioni nel Northern Neck, al che Spotswood, con il sostegno del governatore del Maryland, convocò un incontro con gli ambasciatori delle cinque tribù della Confederazione irochese, che erano in conflitto con gli indiani della Virginia. Durante l'incontro, che avvenne a Williamsburg nell'ottobre del 1721, tre dei cinque ambasciatori morirono, forse avvelenati. Nonostante questo avvenimento, di cui gli irochesi sospettarono gli indiani della Virginia, fu stabilito un accordo che fissava il fiume Potomac come frontiera tra gli indiani della Virginia e gli irochesi: nessun indiano lo avrebbe sorpassato senza autorizzazione britannica.
Incoraggiato dai risultati ottenuti, Spotswood cominciò a organizzare un incontro generale con le tribù irochesi e i loro sachem (capi supremi), collaborando con i governatori del Maryland, della Pennsylvania e di New York. Entro il giugno del 1722 i tempi furono maturi. Spotswood partì via nave dalla Virginia, accompagnato da un delegato del Governor's Council e da uno della House of Burgesses, con numerosi doni per gli irochesi da parte degli indiani e del governo della colonia. Fece vela alla volta di New York e da qui, insieme al governatore della Pennsylvania William Keith e ad alcuni portavoce del governo di New York, partì via terra per la città di Albany, situata sulla sponda del fiume Hudson.

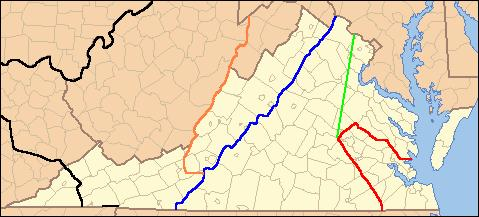
In blu il confine della Virginia in seguito al trattato di Albany del 1722

La delegazione, che giunse ad Albany il 20 agosto, era la più rappresentativa che i britannici avessero mai formato nelle Tredici colonie. In capo a pochi giorni, giunsero capi e guerrieri dei Mohicani, degli Oneida, dei Cayuga, degli Onondaga e dei Seneca – tutte le nazioni della Confederazione irochese – e poi i Powhatan e altre tribù della Virginia. Il 29 agosto ebbe inizio la conferenza. Spotswood ne tenne il discorso inaugurale, in cui auspicò la collaborazione tra britannici e indiani e ribadì l'estraneità delle tribù della Virginia alla morte dei tre ambasciatori irochesi a Williamsburg pochi mesi prima. Offrì in dono ai capitribù delle collane di perle, a rappresentare la buona volontà dei britannici, poi chiese di confermare ufficialmente l'impegno preso l'anno precedente, ossia di porre fine alle scorribande nel Piedmont e di rispettare i confini naturali dei monti Blue Ridge e del fiume Potomac. La risposta degli indiani richiese circa dieci giorni, poi l'accordo – che era il principale obiettivo di Spotswood – fu ratificato.
Il 12 settembre fu sciolta la conferenza. Al congedo con i capi indiani Spotswood fece un gesto di alto valore simbolico: staccò dal bavero della sua giacca una spilla d'oro a forma di ferro di cavallo in miniatura, una di quelle che aveva donato ai suoi compagni della spedizione oltramontana e che usava indossare come portafortuna, e la regalò ai sachem irochesi, spiegando che avrebbero potuto avvalersene come lasciapassare per recarsi in missione a Williamsburg. Spotswood fece inoltre dono agli indiani, a titolo personale, di stoffe pregiate e attrezzi da lavoro. Poi ripartì via nave lungo il fiume Hudson, verso il mare.

#### Rimozione dall'incarico e giudizi storiografici
Quando arrivò a Williamsburgh, Spotswood apprese che il re aveva deciso di revocargli l'incarico di vice governatore. Il 25 settembre, mentre Spotswood era di ritorno, avevano raggiunto il Nuovo Mondo, sulla stessa nave, James Blair, dopo un anno di assenza, e il nuovo vice governatore, Hugh Drysdale, un colonnello irlandese. La lettera di commissione di Drysdale, datata 3 aprile 1722, era stata letta al Campidoglio il 27 settembre.
I motivi che portarono alla rimozione di Spotswood non sono chiari. Lo storico Walter Havighurst individuò come causa a monte il carattere di Spotswood, forte, brusco e autoritario, uso al costume tipicamente militare dell'obbedienza, che l'aristocrazia virginiana non era né abituata né disposta ad accettare. Durante i dodici anni alla guida della Virginia, infatti, il governatore finì per entrare in contrasto con molti dei gruppi e degli uomini più influenti della colonia, promuovendo leggi invise ai mercanti e ai grandi latifondisti. Le cause della sua rimozione, che non sono esplicitate negli atti ufficiali del tempo, vanno ricercate, secondo Havighurst, in questo quadro. Un pretesto plausibile potrebbe essere stata la controversia sulla costituzione delle corti di oyer and terminer, o quella più recente sulla nomina dei pastori. Fu comunque la politica complessiva adottata da Spotswood a destinarlo inevitabilmente al contrasto con il ceto politico virginiano e con gli influenti latifondisti e mercanti che lo sostenevano, e in particolare con James Blair e William Byrd, che avevano i mezzi, a livello di potere e di influenza, per abbattere un governatore.
Discordanti furono anche le valutazioni dei contemporanei. Aspre critiche ad alcuni punti dell'operato di Spotswood si ritrovano negli scritti di James Blair e di William Byrd, dei quali si sono conservate le lettere. Elogi altrettanto forti, invece, sono riscontrabili nelle opere di Robert Beverley (The History and Present State of Virginia), che fu uno dei primi storici nativi della Virginia, nonché compagno di Spotswood nella spedizione oltramontana. Un altro alleato politico di Spotswood, Hugh Jones, professore del College di William e Mary, ebbe a scrivere nel 1724, in The Present State of Virginia, che la Virginia si era civilizzata più nei dodici anni di governo di Spotswood, che nei cent'anni precedenti.
La storiografia moderna tende a dare un giudizio generalmente positivo dell'amministrazione di Spotswood, valutando il personaggio come brillante e significativo, una guida forte in un periodo di crescita economica e di sviluppo culturale. Lo storico John Fiske, alla fine dell'Ottocento, descrisse Spotswood come uno dei migliori e più abili governatori del periodo coloniale britannico in America, lodandolo in particolare per la fondazione dei forni fusori di Germanna e per l'intraprendenza della spedizione oltramontana. Della stessa opinione fu anche lo storico Virginius Dabney, secondo il quale Spotswood fu il più illustre tra i governatori della Virginia nel periodo coloniale.

### Tra la Virginia e l'Inghilterra
Conclusasi l'esperienza di governo, Spotswood si stanziò definitivamente in Virginia, trasferendosi nella sua residenza privata lungo il fiume Rappahannock, nei pressi di Germanna, dove si dedicò all'amministrazione dei suoi ampi possedimenti e all'attività metallurgica. Parte della produzione di ghisa e di ferro era esportata in Inghilterra, parte era destinata al mercato locale. Per le attività di estrazione mineraria e di coltivazione dei campi, Spotswood si avvalse dapprima dei profughi palatini che aveva fatto stabilire a Germanna quasi dieci anni prima, e poi, allo scadere del contratto che li legava a lui, di schiavi provenienti dall'Africa. Le attività di Spotswood includevano, inoltre, l'allevamento di bestiame, la produzione di rifornimenti navali, di pece, di catrame e di trementina.
L'essersi procurato grandi appezzamenti di terreno nel corso del mandato di governatore, però, gli provocò la circolazione di accuse di accaparramento della terra (in inglese, land grabbing). Pertanto, intendendo stabilire un accordo vantaggioso con il governo britannico sull'entità delle tasse da pagare e volendo, allo stesso tempo, consolidare i suoi diritti di possesso della terra, nel 1724 Spotswood partì per l'Inghilterra. Il soggiorno, prolungato da alcune complicazioni, tra cui l'accertamento dell'estensione dei terreni e la quantificazione delle imposte da versare, durò cinque anni.
Fino ad allora, all'età di quarantotto anni, Spotswood era rimasto celibe, in attesa di poter sposare una donna di elevata condizione sociale. Infine a Londra, poco dopo il suo arrivo, sposò Anne Butler Brayne, figlia di un esquire londinese e figlioccia di James Butler, II duca di Ormonde. La coppia ebbe quattro figli, due maschi e due femmine.

### Ultimi anni
Ottenuta una tassazione favorevole, nel febbraio del 1729 Spotswood attraversò per la quarta e ultima volta l'Atlantico, con la moglie e i figli. Durante la sua assenza la produzione metallurgica era calata e alcuni schiavi erano fuggiti, ma ciò non aveva intaccato le attività nel loro complesso. Negli anni successivi la prolungata attività delle fornaci ne fece il primo sito stabile di questo tipo in tutto il Nordamerica.

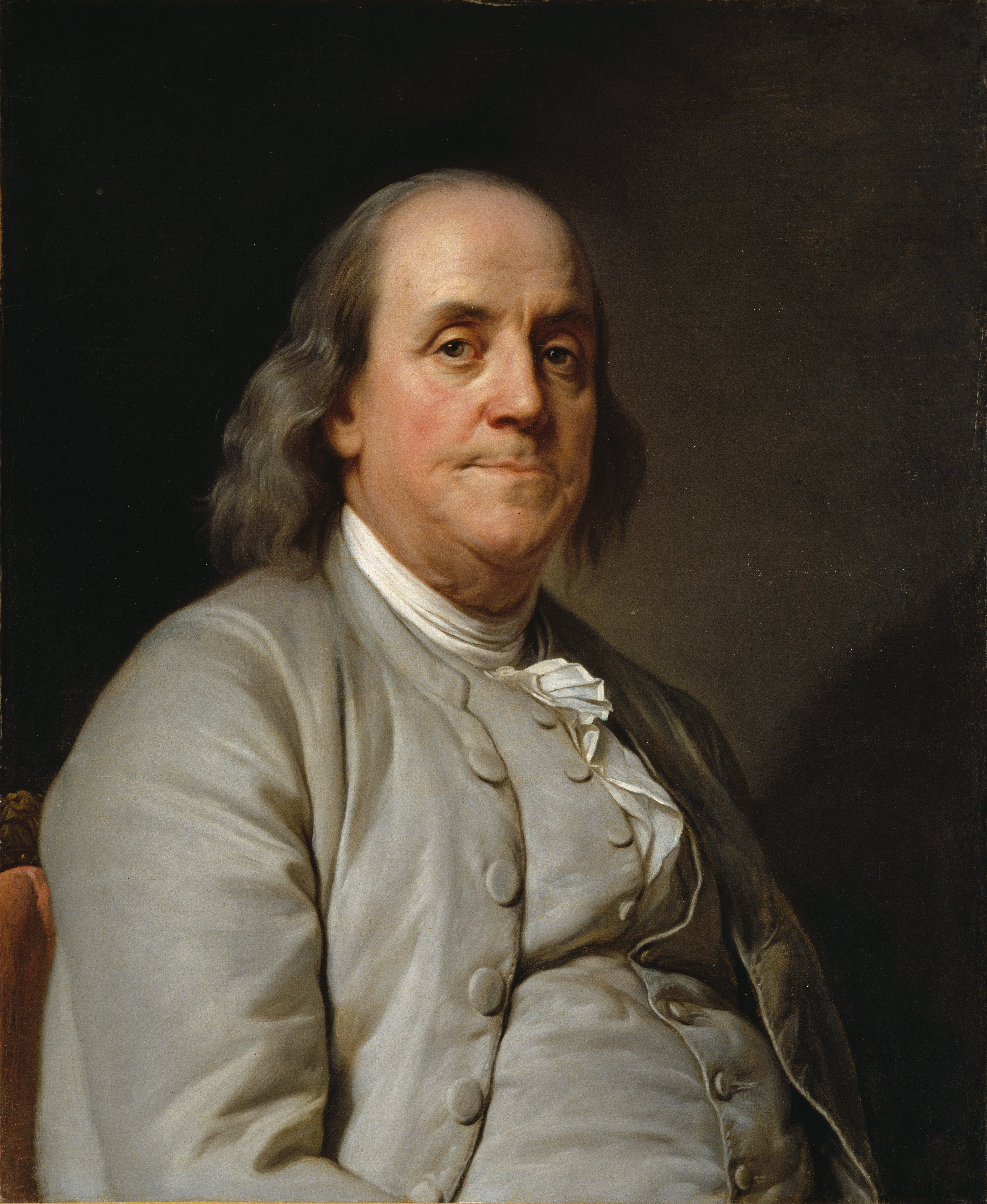
Joseph Duplessis, Ritratto di Benjamin Franklin, 1778. Londra, National Portrait Gallery.

Da privato cittadino Spotswood finanziò la costruzione di una chiesa a Germanna e cominciò a edificare un'altra residenza privata nella foresta di sua proprietà, i cui lavori terminarono nel 1732. La struttura, andata poi distrutta negli anni 1750, aveva un parco e un viale di ciliegi, ed era più grande del palazzo del governatore di Williamsburg. In questo periodo Spotswood si riappacificò con William Byrd, che gli fece visita poco dopo la fine dei lavori e scrisse una descrizione dettagliata della residenza (che definì un «castello incantato») e dello stile di vita solitario e misurato del suo proprietario. Nello stesso periodo, Spotswood acquisì un'altra proprietà nei pressi di Yorktown, chiamata Temple Farm.
Durante gli ultimi anni della sua vita Spotswood si tenne lontano dalla frenesia della vita politica. Al tempo della visita di Byrd alcuni ministri gli proposero – come testimonia Byrd stesso – la carica di governatore della Giamaica, senza che Spotswood la accettasse. Rivestì, invece, una carica più defilata, ma che gli permise di riprendere alcuni progetti elaborati durante gli anni da governatore: nel 1730 fu nominato mastro generale delle poste delle Tredici colonie e delle Indie occidentali, con un mandato decennale.
Al tempo il sistema postale copriva soltanto la fascia costiera estesa dal New England alla Pennsylvania, fino a Filadelfia. La Virginia, tagliata fuori dalle tratte dei corrieri, riceveva la posta ogni quindici giorni. Nel 1732 Spotswood estese il sistema postale fino a Williamsburg, dove la posta prese ad arrivare con cadenza settimanale. Spotswood intraprese una collaborazione con il giovane editore Benjamin Franklin, con cui sviluppò anche un'amicizia personale, nominandolo, nel 1737, direttore delle poste della sua città, Filadelfia.

### Guerra anglo-spagnola e morte
Nell'ottobre del 1739 la Gran Bretagna dichiarò guerra alla Spagna a causa dei continui attacchi alla marina mercantile britannica da parte di navi militari spagnole, scatenando la guerra anglo-spagnola, che sarebbe durata fino al 1742. Spotswood, che non aveva perso interesse per le vicende militari, propose al comando generale di Londra di reclutare personalmente un reggimento di volontari da impiegare in Sudamerica e, ottenuta l'approvazione, fu designato maggior generale e quartiermastro delle truppe di stanza in America, coronando con una promozione la sua carriera militare. Ricevette l'incarico di organizzare e guidare una spedizione militare contro la roccaforte spagnola di Cartagena de Indias, nell'attuale Colombia.
All'inizio del maggio successivo Spotswood si recò ad Annapolis, nel Maryland, dal cui porto era prevista la partenza della spedizione, in attesa dell'arrivo delle sue truppe. Qui, però, cadde malato; la morte sopraggiunse rapidamente, il 7 giugno 1740, all'età di 63 anni.
La salma di Spotswood fu probabilmente inumata ad Annapolis, ma è possibile che sia stata riportata a casa, nella sua proprietà di Temple Farm, nei pressi di Yorktown, e sepolta vicino al corso del fiume York.